# 比斯科角
比斯科角（英語：Biscoe Point）是南極洲的海岬，位於帕默群島的昂韋爾島南部，處於比斯科灣東南部，處於阿克塞斯角以北，由讓-巴蒂斯特·夏古率領的法國探險隊測量，現時由南極條約體系管理。